# La Granota (Poblenou)
La Granota era un barri format a finals del segle XIX situat a l'antic municipi de Sant Martí de Provençals al tram final del torrent del Bogatell a la vora del Camí Antic de València en 1651, on hi havia l'hostal de la Granota. En aquell indret es va edificar un fortí anomenat la Granota esmentat durant el setge que patí Barcelona el 1714, durant la Guerra de Successió Espanyola. Probablement va ser un dels indrets més antics del Poblenou. És evident que el nom, igual que el de la Llacuna i el del Joncar, descriuen perfectament el caràcter pantanós d'una gran part del Poblenou.